# Via Garibaldi (Palermo)

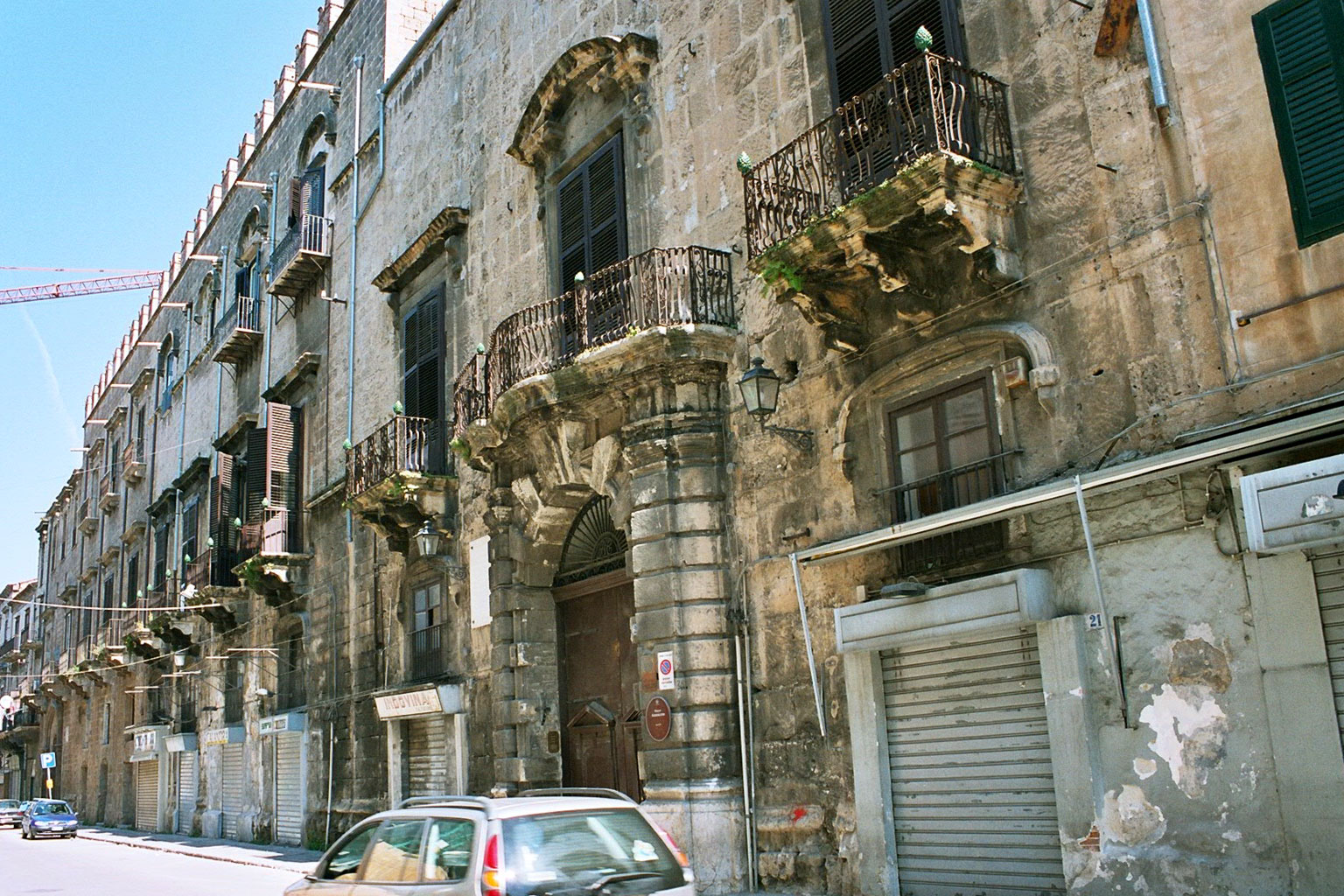
Palazzo Aiutamicristo

Via Garibaldi ist eine Straße im Kalsa-Viertel in der Altstadt Palermos.

## Lage und Name
Die Straße beginnt an der Via Lincoln an der Stelle der mittelalterlichen Porta Termini (1852 zerstört) und verläuft in nordwestlicher Richtung bis zur Piazza Rivoluzione. Die Straße wurde schon um 1117 als Strada di Porta di Termini dokumentiert. Um 1490 wurde vom Fürsten Giugliemo Aiutamicristo eine Befestigung in Auftrag gegeben, die von Matteo Carnilivari ausgeführt wurde. Sie führte bis zur Porta Termini. Danach wurde sie Via del Palazzo Aiutamicristo genannt. Nachdem der Guerillakämpfer Giuseppe Garibaldi durch die Straße am 27. Mai 1860 mit seinem Zug der Tausend vom Ponte dell’Ammiraglio kommend in die Stadt einmarschierte, wurde die Straße als Via Garibaldi umbenannt.

## Gebäude
Entlang der Straße befinden sich mehrere bedeutsame Gebäude: der Palazzo Naselli Flores (Nr. 84) aus dem 16. Jahrhundert, der Palazzo Burgio di Villafiorita (Nr. 44) aus dem 18. Jahrhundert, der Palazzo Aiutamicristo (Nr. 23) aus dem 15. Jahrhundert  und das Oratorio S. Cateria di Siena aus dem Jahre 1610.
Von der Via Garibaldi zweigen östlich die Via Magione und westlich Via Gorizia und Via Milano ab.